# Lycenchelys melanostomias
Lycenchelys melanostomias és una espècie de peix de la família dels zoàrcids i de l'ordre dels perciformes.

## Morfologia
- Els mascles poden assolir 22,7 cm de longitud total.[4][5]

## Hàbitat
És un peix marí i d'aigües profundes que viu entre 425-1.270 m de fondària.

## Distribució geogràfica
Es troba al Pacífic nord-occidental: el Mar d'Okhotsk.

## Observacions
És inofensiu per als humans.